# Konstancij Klor
Konstancij I. (latinsko: Marcus Flavius Valerius Constantius Herculius Augustus), bolj znan kot Konstancij Klor, cesar Rimskega cesarstva od leta 293 do 306, * 31. marec 250, Dardanija, Rimsko cesarstvo, 25. julij 306, Eboracum, Britanija. 
Bil je oče Konstantina I. Velikega in ustanovitelj Konstantinske dinastije. Kot cezar je v Britaniji porazil uzurpatorja Alekta in  med obsežnim vojskovanjem na renski meji porazil Alemane in Franke. Ko je leta 205 postal avgust, se je odpravl na uspešen kazenski pohod preko Antoninovega zidu proti Piktom. Naslednje leto je v Eburacumu (York) nepričakovano umrl. Njegova smrt je sprožila razpad tetrarhičnega sistema, ki ga je zasnoval cesar Dioklecijan. 

## Življenjepis

### Mladost
Historia Augusta pravi, da je bil rojen v Dardaniji   kot sin plemiča Evtropija iz severne Dardanije v provinci Zgornji Meziji in Klavdije, nečakinje cesarjev Klavdija II. in Kvintila.  Sodobni zgodovinarji dvomijo v sorodstvene vezi po materini strani, ker jih je verjetno potvoril njegov sin Konstantin I..  Mati je bila verjetno nižjega stanu,  oče pa bi lahko bil brat Maksimijanove žene Evtropije.
Pod cesarjem Avrelijanom se je kot pripadnik Protectores Augusti Nostri  bojeval na vzhodu proti odcepljenemu Palmirskemu cesarstvu.  Njegova zahteva, da bi pod cesarjem Markom Avrelijem Probom postal dux, je najbrž izmišljena,  v armadi pa je zagotovo dosegel položaj tribuna, med vladanjem cesarja Kara  pa položaj praesesa oziroma guvernerja province Dalmacije.  Domneva se, da je malo pred bitko pri Margusu julija 285, obljubil zvestobo zmagovalcu bitke in bodočemu cesarju Dioklecijanu.
Leta 286 je Dioklecijan za socesarja zahodnih provinc izbral svojega vojnega tovariša Maksimijana, sam pa je prevzel oblast na vzhodu in s tem sprožil proces, ki se je končal z delitvijo Rimskega cesarstva na zahodno in vzhodno polovico. Leta 288 se je Konstancijevo  guvernerstvo v Dalmaciji izteklo in je pod Maksimijanom postal je pretorijanski prefekt na zahodu. Leta 287 in del leta 288 se je pod Maksimijanovim poveljstvom vojskoval proti Alemanom in jih napadal na ozemljih preko Rena in Donave. Da bi okrepil vezi s cesarjem, se je ločil od svoje žene (ali priležnice) Helene in se poročil z Maksimijanovo hčerko Teodoro.

### Cezar
Leta 293 je Dioklecijan, ki se je zavedal socesarjevih ambicij glede njegovega novega zeta, dovolil Maksimijanu, da Konstancija vključi v novo delitev oblasti - tetrarhijo. Dioklecijan je upravljanje Rimskega cesarstva razdelil na vzhodno in zahodno polovico. Vsaki od njih je vladal avgust s pomočjo cezarja. Oba cezarja sta imela po avgustovi smrti pravico do dedovanja njegovega položaja.  
1. marca 293 je bil Konstancij v Milanu uradno imenovan za Maksimijanovega cezarja.  Privzel  je imeni Flavij Valerij in prevzel oblast v Galiji, Britaniji in morda Hispaniji. Dioklecijan, ki je kot vzhodni avgust hotel obdržati ravnotežje moči v cesarstvu,  je za svojega cezarja 21. maja 293  v Filipopolisu imenoval Galerija. Konstancij je kot starejši od obeh cezarjev  imel prednost in se je v vseh uradnih dokumentih omenjal pred Galerijem. Njegova prestolnica je bila Augusta Treverorum.  
Konstancijeva prva naloga na položaju cezarja je bil obračun z rimskim uzurpatorjem Karavzijem, ki se je leta 286 razglasil za cesarja Britanije in severne Galije. Konec leta je porazil njegove sile v Galiji in zasedel Bononijo. Karavzijev rationalis Alekt je po porazu Karavsija umoril in sam do svoje smrti leta 296 prevzel oblast v britanskih provincah.     
Naslednji dve leti je Konstancij odbijal napade Alektovih zaveznikov Frankov v severni Galiji, ki je ostala pod oblastjo britanskega uzurpatorja najmanj do leta 295. Bojeval se je tudi z Alemani in leta 295 dosegel nekaj zmag ob izlivu Rena. Medtem je najmanj enkrat odšel v Italijo. Ko se je počutil dovolj močnega, je z dvema ladjevjema napadel Britanijo. Prvo ladjevje je zaupal svojemu pretorijanskemu prefektu Asklepiodotu, ki je izplul iz ustja Sene, drugemu, ki je izplulo iz Bononije, pa je poveljeval sam.  Asklepiodotova vojska se je izkrcala v bližini Isle of Wight, porazila Alektovo vojsko in  ga ubila.  Konstancij je medtem zasedel London in ga obranil pred napadom frankovskih najemnikov, ki so se brez gospodarja potikali po provinci. Vse najemnike je pobil.
Po zmagi je ostal še nekaj mesecev v Britaniji, zamenjal večino Alektovih uradnikov in skladno z Dioklecijanovimi državnimi reformami reorganiziral britanske province. Zgornjo Britanijo je razdelil na provinci Maxima Caesariensis in Britannia Prima, Spodnjo Britanijo pa na provinci Flavia Caesariensis in Britannia Secunda. Obnovil je tudi Hadrijanov zid in pripadajoče utrdbe.
Kasneje leta 298 se je v bitki pri Langresu spopadel z Alemani in jih porazil.  Ponovno jih je porazil tudi pri Vindonissi (Windisch, Švica) in s tem utrdil mejo na Renu. Leta 300 se je na renski meji ponovno spopadel s Franki, jih porazil in jih nato skladno s strategijo utrjevanja meja preselil v izumrle in upostošene dele Galije. Renska meja je kljub temu še nekaj let privlačila njegovo pozornost.
Leta 303 se je Konstancij soočil s cesarskimi edikti, ki so se nanašali na preganjanje kristjanov. Cezar Galerij je Diolecijanovin ediktom nasprotoval, ker je opazil Konstancijevo strpnost do kristjanov in v njej videl način, kako izboljšati svoj položaj ob postaranem Dioklecijanu. Od vseh tetrarhov se je prav  Konstancij v svojih zahodnih provincah  najmanj trudil, da bi izvršil določila ediktov in jih je omejil samo na  peščico cerkva.

### Avgust
V letih od 303 do 305 je začel Galerij spretno manevrirati, da bi si zagotovil položaj, s katerega bi po Dioklecijanovem odstopu prevzel Konstancijevo položaj. Leta 304 se je sestal z Maksimijanom in se z njim verjetno dogovarjal o nasledstvu. Konstancij se srečanja ni udeležil, morda zato, ker ni bil povabljen, ali pa se ga zaradi dogajanj ob Renu ni mogel udeležiti.   Med tetrarhi je bil že pred letom 303 sklenjen tih dogovor, da bosta po Dioklecijanovem in Maksimijanovem odstopu na položaj cezarjev promovirana Konstancijev sin Konstantin in Maksimijanov sin Maksencij, vendar je Galerij konec leta 304 prepričal Dioklecijana, naj za cezarja imenuje Flavija Velerija Severja in Maksimina Daja.
Socesarja Dioklecijan in Maksimijan odstopila 1. maja 305, morda zaradi Dioklecijanovega slabega zdravja. Maksimijan je v Milanu pred zbrano vojsko slekel svoje škrlatno ogrinjalo in ga predal novemu cezarju Severju. Za novega avgusta je proglasil Konstancija Klora. Nekaj podobnega je Dioklecijan naredil v Nikomediji in oblast predal Galeriju. Konstancij je uradno postal vladar zahodnih, Galerij pa vladar vzhodnih provinc. Konstantin, razočaran, ker ni postal cezar, je na očetovo prošnjo in z Galerijevm dovoljenjem zapustil Galerijev dvor in odšel na zahod. Pridružil se je očetovemu dvoru na obali Galije, ki se je ravno pripravljal na vojaški pohod v Britanijo.

### Smrt
Konstancij je leta 305 odplul daleč proti severu Britanije in napadel Pikte. 7. januarja 306 je razglasil svojo zmago nad njimi in si nadel naslov Britannicus Maximus II..  Po zmagi se je umaknil na prezimovanje v Eboracum  (York) in med načrtovanjem novih vojaških pohodov 25. julija 306 umrl. Malo pred smrtjo je vojski za svojega naslednika priporočil svojega sina Konstantina. Legije v Yorku so po Konstancijevi smrti Konstantina razglasile za cesarja.

## Družina
Konstancij je bil poročen (ali je samo živel) s Heleno, ki je bila verjetno iz Nikomedje v Mali Aziji. Z njo je imel sina, bodočega cesarja Konstantina I. Velikega.
Leta 289 se je zaradi političnih pritiskov ločil od Helene in se poročil z Maksimijanovo hčerko Teodoro. Z njo je imel šest otrok:
- Flavija Dalmacija, konzula,
- Julija Konstancija, rimskega politika,
- Hanibalijana,
- Flavijo Julijo Konstancijo, poročeno z njegovim socesarjem Licinijem,
- Anastazijo in
- Evtropijo.

## Legende

### Krščanske legende
Konstancij je kot oče Konstantina Velikega postal osebnost iz številnih krščanskih legend. Evzebij v Konstantinovem življenju trdi, da je bil kristjan, ki se je pretvarjal, da je pogan in kljub Dioklecijanovim ediktom ni preganjal kristjanov. Njegova prva žena Helena je našla pravi križ.

### Britanske legende
Konstancij se je zaradi svojih dejavnosti v Britaniji ohranil tudi v srednjeveških britanskih legendah. Geoffrey iz Monmoutha v svoji Historia Regum Britanniae (Zgodovina britanskih kraljev) iz leta 1136 piše, da je Konstancija poslal v Britanijo rimski senat, ko je Coel Colchesterski vrgel s prestola kralja Asklepiodota, ki je bil v resnici pretorijanski prefekt.  Coel se je Konstanciju uklonil in pristal na plačevanje davkov Rimu, vendar je osem dni kasneje umrl. Konstancij se je poročil s Coelovo hčerko Heleno in postal britanski kralj. S Heleno sta imela sina Konstantina, ki je po očetovi smrti nasledil britanski prestol.  Heleno je že pred njim naredil za Britanko Henrik Huntingdonski, čeprav za to ni imel nobene zgodovinske podlage. Konstancij se je namreč ločil od Helene še preden je prišel v Britanijo. 

### Primarni viri
- Aurelius Victor, Epitome de Caesaribus
- Joannes Zonaras, Compendium of History 1050581 extract: Diocletian to the Death of Galerius: 284-311
- Zosim, Historia Nova

### Sekundarni viri
- Southern, Pat. The Roman Empire from Severus to Constantine, Routledge, 2001.
- Potter, David Stone, The Roman Empire at Bay, AD 180-395, Routledge, 2004.
- Birley, Anthony, The Roman Government in Britain, Oxford University Press, 2005, ISBN 978-0-19-925237-4.
- Jones, A.H.M., Martindale, J.R., The Prosopography of the Later Roman Empire, Vol. I: AD260-395, Cambridge University Press, 1971.
- A. Canduci (2010). Triumph and Tragedy: The Rise and Fall of Rome's Immortal Emperors. Pier 9 Books. ISBN 978-1-74196-598-8.
- http://www.roman-emperors.org/chlorus.htm DiMaio, Robert, Constantius I Chlorus (305–306 A.D., De Imperatoribus Romanis], 1996.

| Konstancij Klor Konstantinska dinastijaRojen: 31. marec 250 Umrl: 25. julij 306 | |                                              |
| Vladarski nazivi                                                                | |                                              |
| Predhodnik: Maksimijan (z Dioklecijanom na vzhodu)                              | Cesar Rimskega cesarstva 293-305: cezar z Maksimijanom, 305-306: avgust na zahodu z Galerijem na vzhodu | Naslednik: Sever II. (z Galerijem na vzhodu) |
| Predhodnik: Coel                                                                | Legendarni britanski kralj 305–306                                                                      | Naslednik: Konstantin I.                     |